# 王家耀
王家耀（1936年5月15日—），湖北武汉人，中国地图学与地理信息工程专家。1961年毕业于中国人民解放军测绘学院。2001年当选为中国工程院院士。